# Estación Central de Tranvías
El  edificio de la  Estación Central de Tranvías es el nombre que recibe el edificio que en la actualidad alberga a la Alcaldía del Municipio B de Montevideo.    
Se encuentra ubicada en el barrio Cordón, en la manzana que rodean las calles Eduardo Víctor Haedo, Joaquín Requena, Daniel Muñoz y Martín Casimiro Martínez.

## Historia

Interior de la estación, en épocas del tranvía.

El edificio fue construido en 1908 por la Sociedad Comercial de Montevideo, para albergar a la principal estación de tranvías operados por la compañía. Tal edificio funcionó como tal hasta el 14 de abril de 1957, cuando el servicio de tranvías fue estatizado y posteriormente sustituido por trolebuses,  la edificación se convirtió en los talleres centrales de la Administración Municipal de Transporte. 
En 1975, se llevó a cabo la desmunicipalización del ente municipal  y los trolebuses pasaron a manos de la Cooperativa de Trolebuses y los talleres fueron abandonados. Utilizándose cómo dependencias municipales, hasta el año 2007.
El 12 de enero de 2007 comenzaron los trabajos de demolición del sector de los talleres, para construir el Parque Líber Seregni. En el caso del edificio principal, en la esquina de Joaquín Requena y Eduardo Víctor Haedo, fue conservado y restaurado. En 2010, con la instalación de los municipios en Montevideo, el mismo se convirtió en la sede del Municipio B.